# Carrhotus tristis
Carrhotus tristis es una especie de araña saltarina del género Carrhotus, de la familia Salticidae, orden Araneae. Fue descrita por Thorell en 1895.
Se distribuye por Asia: India y Birmania. Fue publicada en Descriptive catalogue of the spiders of Burma, based upon the collection made by Eugene W. Oates and preserved in the British Museum. London 406 Pp.